# لوئیس ویسکانتی
 لوئیس ویسکانتی (انگلیسی: Louis Visconti؛ ۱۱ فوریهٔ ۱۷۹۱ – ۲۹ دسامبر ۱۸۵۳) یک معمار اهل فرانسه بود.
وی همچنین برنده جوایزی همچون جایزه بزرگ رم شده است.